# De Nieuwe Grond (plantage)

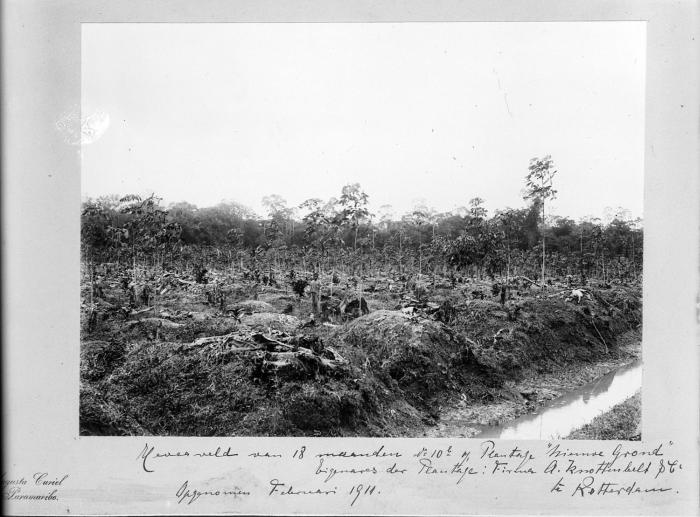
Veld met rubberbomen.
Foto: Augusta Curiel

De Nieuwe Grond was een koffieplantage aan de Commewijnerivier in het district Commewijne in Suriname. De plantage ligt stroomafwaarts naast de plantage Akkerboom en stroomopwaarts naast de plantage Beninenburg.

## Geschiedenis
De grond van 500 akkers werd rond 1745 uitgegeven aan Frederik Berewout en Harman van de Poll. Dit gebeurde nadat het fort Nieuw-Amsterdam klaar was en de gronden tussen dat fort en het fort Sommelsdijk beschermd werden.
Berewout, onder meer bewindhebber van de West-Indische Compagnie en directeur van de Sociëteit van Suriname, was ook eigenaar van de plantage Jagtlust aan de Surinamerivier. Zowel hij als Van de Poll woonden niet in Suriname. Zij beschouwden de plantage alleen als een manier om geld te verdienen en vonden het dan ook niet de moeite waard haar een naam te geven. In het Sranantongo heette de plantage N'joen gron.
In 1777 verhypothekeerde Berewout zijn gehele bezit bij het negociatiefonds onder Pieter Biesterbos te Amsterdam. Dit bezit bestond uit de twee plantages in Suriname en zijn bezittingen in Berbice. In 1787 was deze hypotheek nog lang niet afgelost, en het fonds nam de plantages min of meer gedwongen in eigendom. Het negotiatiefonds werd daartoe omgezet in een zogenaamde Sociëteit van Eigendom. De directie van het fonds was inmiddels overgegaan op H. van de Poll Harmansz. en H.A. Insinger.
In 1793 produceerde de plantage koffie en katoen. In 1833 werd er alleen koffie verbouwd en was de plantage 563 akkers. De jaren daarop werkten er tussen de 112 en 125 slaven. Het ging echter niet goed met de plantage. Dit bleek uit het feit dat er tot 1826 dividend werd uitgekeerd. In de jaren daarna werd dat niet meer gedaan en in 1831 en 1846 werd de aandeelhouders zelfs om geld gevraagd om het kastekort aan te zuiveren en om achterstallig onderhoud aan de plantage te kunnen doen. De aanschaf van slaven moest op een gegeven moment, door een gebrek aan liquiditeit, in natura voldaan worden. Dit betekende dat voor 36 slaven vrijwel de gehele jaaroogst aan koffie werd afgestaan. Het tekort was zo hoog opgelopen dat de normale jaarlijkse uitdeling van kleding en andere benodigdheden aan de slaven slechts om de twee jaar plaatsvond.
Oorzaken van de achtergang waren een lagere oogst door een aantal jaren met slecht weer en door uitputting van de bodem, de veroudering van de slaven en een lagere koffieprijs. De slechte financiële positie noodzaakte de Sociëteit de plantage in 1856 aan de familie De Hart te verkopen.
Bij de emancipatie in 1863 werd de plantage niet genoemd en was zij waarschijnlijk verlaten. Toch werd zij in datzelfde jaar te koop aangeboden. In de jaren daarop wisselde de plantage veelvuldig van eigenaar. In 1870 werd zij te koop aangeboden, maar pas in 1875 verkocht. In 1888 wisselde zij weer van eigenaar. De nieuwe bezitter werd G. van Hoogstraten uit Dordrecht. De plantage produceerde cacao, katoen en bananen. Ook Van Hoogstraten was niet lang eigenaar want in 1892 vond er een verkoop plaats en in 1895 verbouwde dhr. Hordijk cacao, koffie en bananen op de plantage.
In 1905 werd de plantage verhuurd aan A. Knottenbelt en Co. uit Rotterdam, die de plantage in 1907 van Hordijk kocht. In 1908 werden 58 Hindoestanen geworven en later nog 10 Javanen. Knottenbelt bracht de plantage in 1909 onder in de N.V. Cultuurmaatschappij De Nieuwe Grond, waar ook Mon Trésor en Johannesburg toe behoorden. Op alle drie de plantages werd rubber verbouwd. In 1913 schreef deze firma, samen met diverse andere een verzoek tot financiële steun aan de minister van Koloniën. Met deze steun moest de bananenteelt opgezet worden omdat de Amerikaanse United Fruit Company zich bereid had gesteld de afname hiervan te garanderen. In 1929 laat Hendrik Johan Knottenbelt weten goede mogelijkheden te zien in de uitbreiding van de teelt van Liberia-koffie. Daarom wilde hij eerst 100 akkers van de buurplantage Beninenburg overnemen en dat later uitbreiden tot 500 akkers.
Door onbetaalde schulden vervielen de plantages aan het Koloniaal Gouvernement, die hen in 1936 te koop aanbood. De nieuwe eigenaar van De Nieuwe Grond werd Hendrik Seljee die zich toelegde op de teelt van citrus. Hij bracht de plantage onder in de N.V. West-Indische Cultuurmaatschappij De Nieuwe Grond. In 1947 werd nog melding gemaakt van de productie van citrus en in 1950 van de productie van een geringe hoeveelheid koffie. Seljee werd in 1984 op de plantage begraven.
Omstreeks 1985 werd de plantage gekocht door Desiré Delano Bouterse.
A la bonne heure · Anna's Zorg · Akkerboom · Alliance · Alkmaar · Andresa · Auka · Andreesgift · Bantaskine · Barbados · Batavia · Beekenhorst · Belladrum · Bellevue · Belwaarde · Beninenburg · Berg en Dal · Bergen op Zoom · Berlijn (Commewijne) · Berlijn (Para) · Bethlehem · Boksweide · Boston · Botany Bay · Boxel · Bronswijk · Brouwerslust · Bruinendaal · Bucklebury · Buitenrust · Burnside · Cadrosspark · Caledonia · Campenburg · Cannewapibo · Catharina Sophia · Clevia  · Cliffort-Kokshoven · Clyde · Concordia · Concordia en een Kwart Lot · Courcabo · De Dageraad · De Goede Vriendschap · De Resolutie · De Vier Hendrikken · Diamond · Dijkveld · Domburg · Dordrecht · Eendragt · Elisabeth's Hoop · Ellen · L'Espérance (Nickerierivier) · L'Espérance (Surinamerivier) · Esthersrust · Fairfield · Fortuin · Flora · Florentia · Frederiksburg · Frederiksdorp · Frederikslust · Geertruidenberg · Geyersvlijt · Glensander · Gloria · Groot Chatillon · Groot Marseille · Guadeloupe · Hague · Hamburg · Hamilton · Hamptoncourt · Hannover · Hazard · Hebron · Hecht en Sterk · Hooyland · Hope · Houttuin · Huntly · Huwelijkszorg · Inverness · Jagtlust · Jodensavanne · Johan & Margaretha · Johanna Catharina · Johanna Maria · Johannesburg · John · Katwijk · Kent · Kerkshoven · Killenstein · Klein Bellevue · Kleinhoop · Krappahoek · Kroonenburg · Kwatta · La Jalousie · La Prosperité · La Rencontre · La Ressource (Saramacca) · La Ressource (Surinamerivier) · La Singularité · Laarwijk · Leasowes · Leliëndaal · Leonsberg · Livorno · Longmay · Lunenburg · Lust en Rust · Lustrijk · Maasstroom · Margarethenburg · Maria Petronella · Mariënbosch · Mariënburg · Margaretha's Gift · Mary's Hope · Meerzorg · Merveille · Moed en Kommer · Mon Bijou · Mon Souci · Mon Trésor · Monnikendam · Mopentibo · Morgenster · Moy · Nieuw Mocha · Nieuwzorg · Nieuwe Aanleg · De Nieuwe Grond · Nijd en Spijt · Novar · Nursery · Nut en Schadelijk · Onoribo · Onverwacht · Oranibo · Ornamibo · Overbrug · Overtoom 
· Oxford · Palestina · Paradise · Persévérance · Petersburg · Picardië · Peperpot · Pieterszorg · Plaisance · Poelwijk · Potosie · Purmerend · Reijnsdorp · Reijnsfort · Rijnberk · Roosenburg · Rorac · Rust en Werk · Rustenburg · Saltzhalen · Sans Souci · Saphir · Sarah · Sardam · Schaapstede · Schoonoord · Sinabo en Gelre · Sint Barbara · Sint Eustatius · Slootwijk · Sorgvliet · Spieringshoek · Standvastigheid · Suidwijn · Suzanna's Daal · Toevlugt (Surinamerivier) · Tout Lui Faut · Toledo · Totness · Tyronne · 't Vertrouwen · Victoria · Vierkinderen · Visserszorg · Voorburg · Voorzorg (Saramacca) · Vossenburg · Vredenburg · Vriendsbeleid en Ouderzorg · Vreeland · Waltonhall · Waldijk · Waterloo · Wederzorg · Welbedacht · Welgelegen (Commewijne) · Welgelegen (Coronie) · Welgevallen · Weltevreden · Wolffs Capoerica · Wolfenbüttel · 't Ylant · Zoelen · Zorg en Hoop (hout) · Zorg en Hoop (indigo) · Zorg en Hoop (katoen) · Zorg en Hoop (suiker)